# Кларк (река, остров Врангеля)
Кларк — река на острове Врангеля в составе Иультинского района Чукотского автономного округа России. Расположена на острове в Северном Ледовитом океане, между Восточно-Сибирским и Чукотским морями.
Длина реки составляет 68 км. Впадает в Чукотское море.
Истоки реки находятся в районе хребта Центральные Горы, у подножия горы Громова. Кларк течёт в восточном направлении, от горной местности к побережью, достигая мыса Корвин. В верховьях долина прорезает хребет Центральные Горы, затем огибает Восточное Плато и проходит между хребтом Высоты Гаваи и южным склоном горы Круглая.
Среди левых притоков Кларк — ручей Светлый, реки Снежная и Лавинная. Правые притоки — ручьи Тихий и Люляк.
Среди рек острова Врангеля Кларк отличается самой низкой минерализацией воды — менее 300 мг/л. Воды южного побережья в целом имеют меньшую минерализацию по сравнению с другими реками острова.

## Данные водного реестра
Согласно государственному водному реестру России, река Кларк относится к Анадыро-Колымскому бассейновому округу. Речной бассейн — бассейны рек, впадающих в Чукотское море. Водохозяйственный участок — остров Врангеля, входящий в состав островов Чукотского моря в пределах внутренних морских вод и территориального моря Российской Федерации.
Код водного объекта: 19030010012119000085065.